# Archipel de Lau
L'archipel de Lau, également appelé les îles Lau, le groupe Lau, le groupe de l'Est et l'archipel oriental, est un archipel des Fidji situé dans le sud de l'océan Pacifique à l'est de la mer de Koro. Il s'agit d'une chaîne d'environ 60 îles et îlots dont environ la moitié sont habités. L'archipel couvre une superficie de 487 km2 et a une population totale de 10 683 habitants selon le recensement de 2007. La plupart des îles du Nord de l'archipel des îles d'origine volcanique tandis que les îles du Sud sont plutôt des îles d'origine sédimentaire.
Les îles Lau sont le cœur du pouvoir exercé par le Tongien Enele Maʻafu sur une grande partie des Fidji à partir des années 1850. Il se fait roi des îles Lau de 1869 à 1871, puis conserve le titre de Tui Lau (en) (grand chef des îles Lau) jusqu'à sa mort en 1881. Ce titre de Tui Lau sera porté par la suite par les deux grands chefs fidjiens les plus influents du XXe siècle : Ratu Sir Lala Sukuna puis Ratu Sir Kamisese Mara.